# بیورن میر
بیورن میر (انگلیسی: Bjorn Meijer؛ زادهٔ ۱۸ مارس ۲۰۰۳) بازیکن فوتبال اهل پادشاهی هلند است که در حال حاضر برای کلوب بروژ در پست مدافع بازی می‌کند.
از باشگاه‌هایی که در آن بازی کرده است می‌توان به خرونینگن و کلوب بروژ اشاره کرد.
وی همچنین در تیم ملی فوتبال زیر ۲۱ سال هلند بازی کرده است.

## دوران باشگاهی
در ۱۹ آوریل ۲۰۲۲، میر قراردادی چهار ساله با کلوب بروژ در بلژیک امضا کرد.